# いうら
株式会社いうらは、愛媛県東温市に本社を置く福祉･介護用品メーカー。元々は機械部品の製造加工を行っていたが、創業者が母親の介護負担を軽くしたいと考え現在の介護用品分野に参入した。
現在は主に介護用のストレッチャーなどの介護用品を手がけており、乗せかえ装置ストレッチャーの分野では国内トップのシェアを誇っている。

## 沿革
- 1973年 - 有限会社井浦設計製作所設立。
- 1987年 - 株式会社化、株式会社井浦設計製作所に改組。
- 1994年 - 株式会社いうらに改称。

## 主な商品
- 介護用ストレッチャー
- 車椅子
- 車椅子用昇降装置
- 入浴補助機器